# Groupe Bruxelles Lambert
Groupe Bruxelles Lambert (GBL) is een Belgische industriële holding. Het hoort bij de tien grootste bedrijven in België en maakt sinds de start deel uit van de BEL20.
Jarenlang was Albert Frère CEO van GBL, maar in 2015 vertrok hij op 89-jarige leeftijd. De dagelijkse leiding had hij in 2012 al overgedragen aan zijn schoonzoon Ian Gallienne.

## Geschiedenis

### Familie Lambert
De geschiedenis van Groupe Bruxelles Lambert gaat terug tot 1853, wanneer de bankier Samuel Lambert, nauw verwant met de familie Rothschild, de Bank Lambert oprichtte. De familie Lambert was vanaf 1838 reeds op de Belgische bankenmarkt actief. Vanaf de jaren 1950 werd de bank tot een financiële groep onder leiding van Léon Lambert, een achterkleinzoon van Samuel Lambert, omgevormd. Deze kreeg de naam Compagnie pour l'industrie et la finance.
In 1956 smolt de Compagnie pour l'industrie et la finance samen met drie andere holding van de familie Lambert: de Société immobilière de la chancellerie, Immobilière Lambert en de Compagnie d'Afrique pour l'industrie et la finance (Codaf). De maatschappelijke benaming veranderde in Compagnie d'outremer pour l'industrie et la finance en in 1957 werd ook de Belgian Overseas Corporation opgeslorpt. In 1958 bestond ongeveer 30% van de portefeuille van de holding uit participaties in de Petrofina-groep. Andere belangrijke participaties waren Sofina (17%), Bralima, Elakat, Tangayika, Socobanque, Belgibra,  Compagnie d'Anvers en Consolidated Paper. De maatschappij legde zich vooral toe op de toenemende internationalisering en Europese integratie. In 1966 wijzigde de maatschappelijke benaming in Compagnie Lambert pour l'industrie et la finance.
Vanaf 1969 had de Compagnie Lambert pour l'industrie et la finance, kortweg Compagnie Lambert, een participatie in Brufina, een holding gecontroleerd door de familie de Launoit. Brufina had een aanzienlijke participatie in de Bank van Brussel. Léon Lambert wilde immers dat zijn bank doorgroeide via de Bank van Brussel en uiteindelijk beide banken fuseren. In 1972 fuseerden de holdings Brufina en Cofinindus (gecontroleerd door de Launoit) en Cofinter en Compagnie Lambert (gecontroleerd door Lambert) tot de nieuwe maatschappij Compagnie Bruxelles Lambert pour la finance et l'industrie. In 1975 fuseerden uiteindelijk ook de Bank van Brussel en Bank Lambert tot de Bank Brussel Lambert (BBL). De Compagnie Bruxelles Lambert werd in 1977 de Groupe Bruxelles Lambert (GBL).

### Familie Frère
De BBL en GBL kwamen in 1982 in financiële moeilijkheden. Albert Frère en zijn partners namen de leiding van de Groupe Bruxelles Lambert over. Het consortium bestond uit Frère Bourgeois (de holding van de familie Frère), Pargesa (de Zwitserse holding van Frère en de Canadees Paul Desmarais), Cobepa (de Belgische holding gecontroleerd door Paribas en geleid door Pierre Scohier) en Gevaert (de holding onder leiding van André Leysen). Een voorwaarde was dat de GBL haar belang in de BBL van 47% naar 10% afbouwde.
De BBL ging in 1998 in de ING Groep op. Sindsdien is er geen band meer tussen de BBL (ING België) en de GBL.
In 2006 verkocht GBL haar belang van 25,1% in de Duitse mediagroep Bertelsmann aan de gelijknamige familie achter de groep voor 4,5 miljard euro.
In 2012 namen Frères schoonzoon Ian Gallienne en Gérard Lamarche de operationele leiding van de holding over. In 2015 liep ook Albert Frères mandaat als bestuurder van de GBL af.

## Activiteiten
GBL is een holdingmaatschappij en neemt aandelenbelangen in andere beursgenoteerde en private activa.
GBL heeft twee typen van aandelenbeleggingen:
- Directe belangen: dit zijn belangen in beursgenoteerde bedrijven waarin GBL enige invloed heeft op het beleid.
- Sienna Capital: een dochterbedrijf dat actief is op het gebied van private equity en investeert in aandelen of leent geld aan bedrijven in opbouw. Sienna Capital mag maximaal 10% van het vermogen van GBL investeren.

Overzicht van de belangrijkste directe deelnemingen:
| Bedrijf            | 31 dec 2010   | 31 dec 2015   | 31 dec 2020 |
| ------------------ | ------------- | ------------- | ----------- |
| Lafarge            | 21,1% (24,6%) | -             | -           |
| LafargeHolcim      | -             | 9,4% (9,4%)   | 7,6%        |
| Imerys             | 30,7% (37,7%) | 53,9% (69,8%) | 54,6%       |
| SGS                | -             | 15,0% (15,0%) | 18,9%       |
| Pernod Ricard      | 9,9% (9,0%)   | 7,5% (6,9%)   | 7,6%        |
| Umicore            | -             | 16,6% (16,6%) | 18,0%       |
| Adidas             | -             | 4,7% (4,7%)   | 6,8%        |
| Ontex              | -             | 7,6% (7,6%)   | 20,0%       |
| Mowi               | -             | -             | 5,9%        |
| Total              | 4,0% (3,7%)   | 2,4% (2,2%)   | -           |
| Engie              | 5,2% (5,2%)   | 2,3% (2,3%)   | -           |
| Suez Environnement | 7,1% (7,1%)   | -             | -           |
| Iberdrola          | 0,6% (0,6%)   | -             | -           |

Een belangrijk nadeel van de holdingstructuur is de lagere marktwaarde van GBL ten opzichte van de som van de waarde van de aandelenbelangen die GBL in handen heeft. Dit waardeverschil, de discount, bedroeg in de periode 2016 tot en met 2023 gemiddeld zo'n 25%. Het dividendbeleid van GBL is om 75-100% van de inkomsten, dit is exclusief de niet-gerealiseerde waardeverschillen, na aftrek van de kosten en eventuele belastingen uit te keren aan de aandeelhouders. In de grafiek hieronder staat de netto vermogens waarde in euros per aandeel GBL per jaarultimo.

## Belangrijkste aandeelhouders
Per jaareinde 2020 bezit Pargesa 28% van de aandelen en 43% van het stemrecht van GBL. De twee aandeelhouders in Pargesa zijn het Belgische Groupe Frere Bourgeois CNP en Power Financial Corporation van Canada, beide partijen hebben een belang van 50% in Pargesa. De twee aandeelhouders hebben een aandeelhoudersovereenkomst vanaf 1990. Dit contract was herzien in december 2012 en heeft een looptijd tot 2029 met de optie voor een verlenging. De free float is zo'n 65%.